# سنترال سیتی (آلاباما)
سنترال سیتی (به انگلیسی: Central City) یک منطقهٔ مسکونی در ایالات متحده آمریکا است که در شهرستان کافی، آلاباما واقع شده‌است. سنترال سیتی ۹۶٫۰۱ متر بالاتر از سطح دریا قرار دارد.